# Al-Fárábí

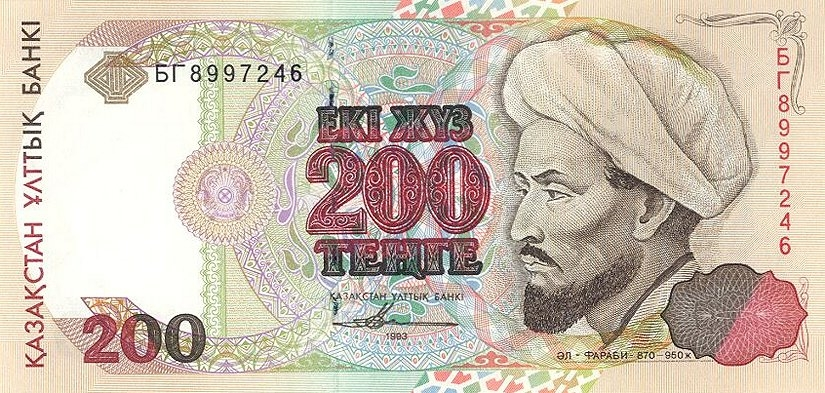
Al-Fárábí na kazašské bankovce.

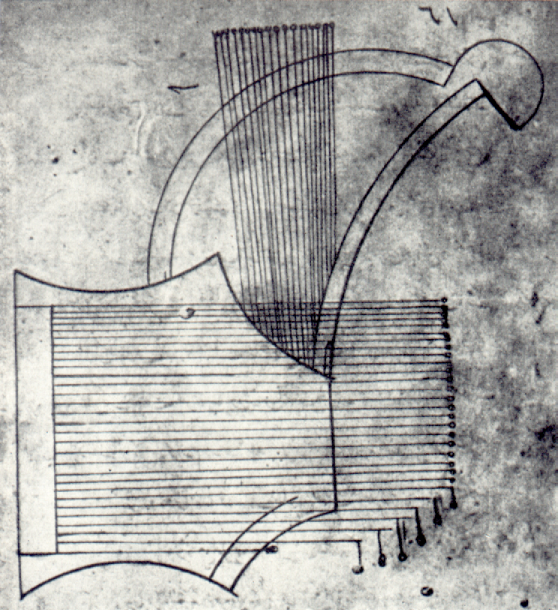
Ilustrace z al-Fárábího spisu o hudbě, Kitáb al-músíkí al-kabír

Abú Nasr Muhammad ibn al-Farach al-Fárábí (známý také jako Alfarabius, Farabi, Abunaser, turecky Farabi; 870 Fáráb, Turkestán – 950, Damašek, Sýrie), arabský učenec zřejmě turkického původu, je první z významných představitelů arabské středověké filosofie; vynikl v mnoha oborech, zejména v logice, politické filosofii či teorii hudby.

## Život
O jeho životě máme velmi málo zpráv; otázkou také zůstává, byl-li turkického či perského původu. Po roce 900 studoval v Bagdádu, kam tehdy prostřednictvím syrských křesťanů pronikly překlady Aristotela; jeho učiteli byli nestoriáni (Juhanná ibn Hajlán, Abú Bišr Mattá); al-Fárábí si osvojil aristotelismus a zejména logiku natolik, že byl zván „Druhým mistrem“ (rozuměj: po Aristotelovi). V Bagdádu Fárábí setrval 40 let. Pozdní léta prožil převážně v Halábu, zemřel roku 950 v Damašku.

## Dílo a myšlení
Al-Fárábího myšlení představuje originální syntézu aristotelské logiky s platónismem (zejména v politické filosofii), resp. novoplatónismem. Neklade myšlení dvou největších řeckých filosofů do kontrastu, naopak usiluje o jejich sladění (viz spis Kniha sladění názorů dvou myslitelů, božského Platóna a Aristotela), zejm. v kosmologii (teorie deseti separovaných intelektů) a gnoseologii. V politické filosofii nacházíme u al-Fárábího vzácnou konvergenci teoretického a praktického snažení (Názory obyvatel ctnostné obce, Státníkovy aforismy); ve spise Platónova a Aristotelova filosofie rozlišuje na základě Platónovy Ústavy metodu Sókratovu a Thrasymachovu, přičemž uznává, že k přesvědčování a formování lidu je vhodnější Thrasymachova; filosof a vládce má pak ovládat obě. Al-Fárábí ovlivnil většinu pozdějších arabských myslitelů, včetně Avicenny, který mu vděčí za pochopení Aristotelovy Metafyziky.

### Náboženství
Al-Fárábí překvapuje dodnes svým pohledem na náboženství. Vyznával totiž, že na světě je jen jedno jediné náboženství a veškeré náboženské systémy jsou pak jeho projevy. Všechna náboženství jsou pravdivá a zjevují se ve formách, které se přizpůsobují zvyklostem určitého regionu, respektive kultuře. V jeho pojetí šlo tedy o centrální ucelený systém náboženství, které se vztahují ke svému středu, jedinému Bohu, přičemž ale rozeznával míru vyzrálosti jednotlivých projevů v různých stádiích duchovní zralosti na cestě k Bohu a v různých plánech skutečnosti.